# Tiszabezdéd
Tiszabezdéd ist eine ungarische Gemeinde im Kreis Záhony im Komitat Szabolcs-Szatmár-Bereg.

## Geografische Lage
Tiszabezdéd liegt fünf Kilometer südwestlich der Kreisstadt Záhony. Nachbargemeinden sind Győröcske, Tuzsér und Mándok.

## Gemeindepartnerschaft
- Halotsch (Галоч), Ukraine

## Sehenswürdigkeiten
- Reformierte Kirche, erbaut 1838
- Römisch-katholische Kirche Szentháromság

## Verkehr
Durch Tiszabezdéd verläuft die Landstraße Nr. 4147, westlich der Gemeinde die Hauptstraße Nr. 4. Der Ort ist angebunden an die Eisenbahnstrecke von Záhony zum Budapester Westbahnhof.

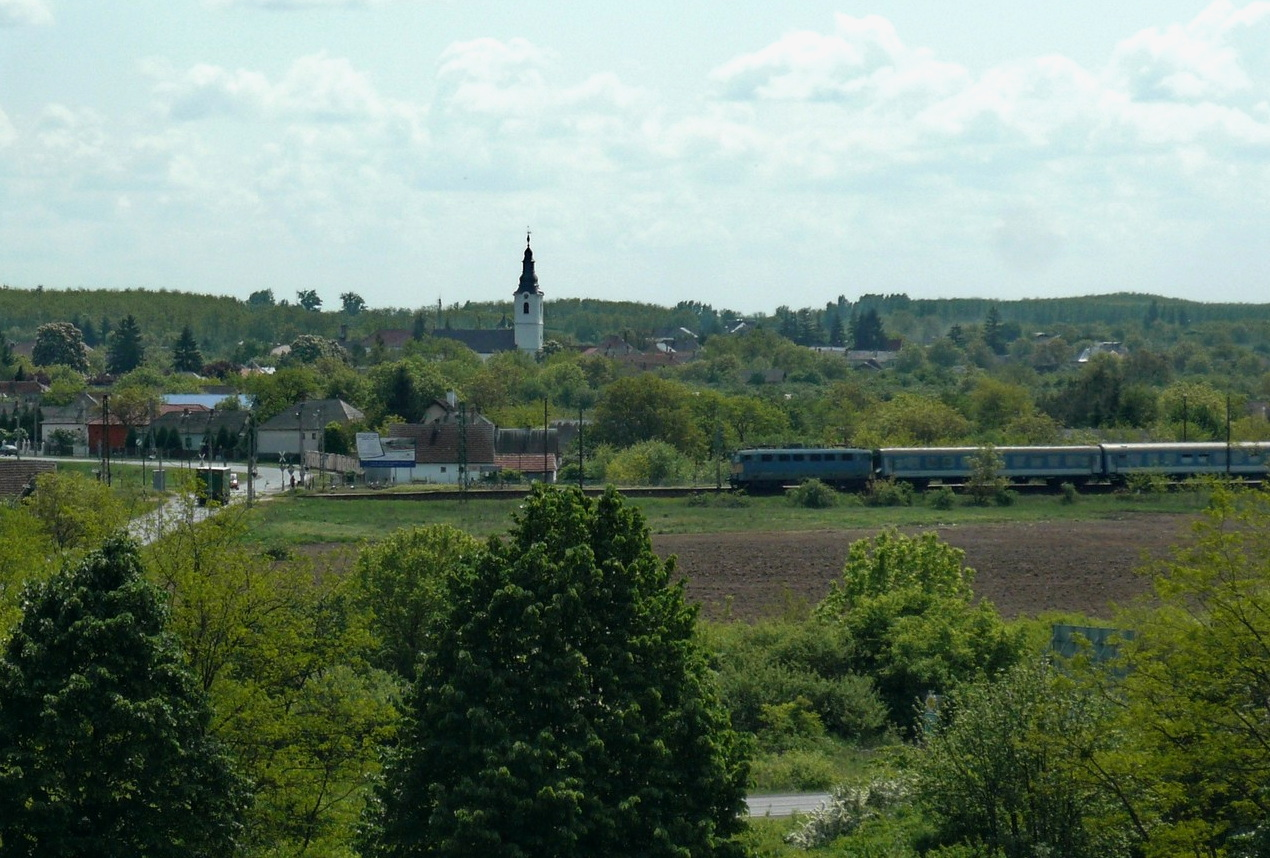
Blick auf Tiszabezdéd